# Mikrodeletionssyndrom 3p25.3
Das Mikrodeletionssyndrom 3p25.3 ist eine sehr seltene angeborene Erkrankung mit den Hauptmerkmalen Geistige Behinderung, Epilepsie, Ataxie und weitere neurologische Auffälligkeiten.
Das Syndrom gehört zusammen mit der Distalen Monosomie 3p zur Partiellen Monosomie 3p (partielle Chromosom 3p-Deletion)
Synonyme sind: Monosomie 3p25.3; Intelligenzminderung-Epilepsie-stereotype Handbewegungen-Syndrom; Del(3)p(25.3); englisch Intellectual disability-epilepsy-stereotypic hand movement syndrome

## Verbreitung
Die Häufigkeit wird mit unter 1 zu 1.000.000 angegeben. Ein eventueller Vererbungsmodus ist nicht bekannt.

## Ursache
Der Erkrankung liegen wohl teilweise Mutationen im SLC6A1-Gen und im SLC6A11-Gen auf Chromosom 3 Genort p25.3 zugrunde, welche für einen GABA-Transporter kodieren.

## Klinische Erscheinungen
Klinische Kriterien sind:
- Manifestation in der Neugeborenenzeit oder im Kleinkindesalter
- Geistige Beeinträchtigung mit erschwertem Spracherwerb
- Auffälligkeiten im EEG bis Epilepsie
- Ataxie
- stereotype Handbewegungen